# دامارکوس بیزلی

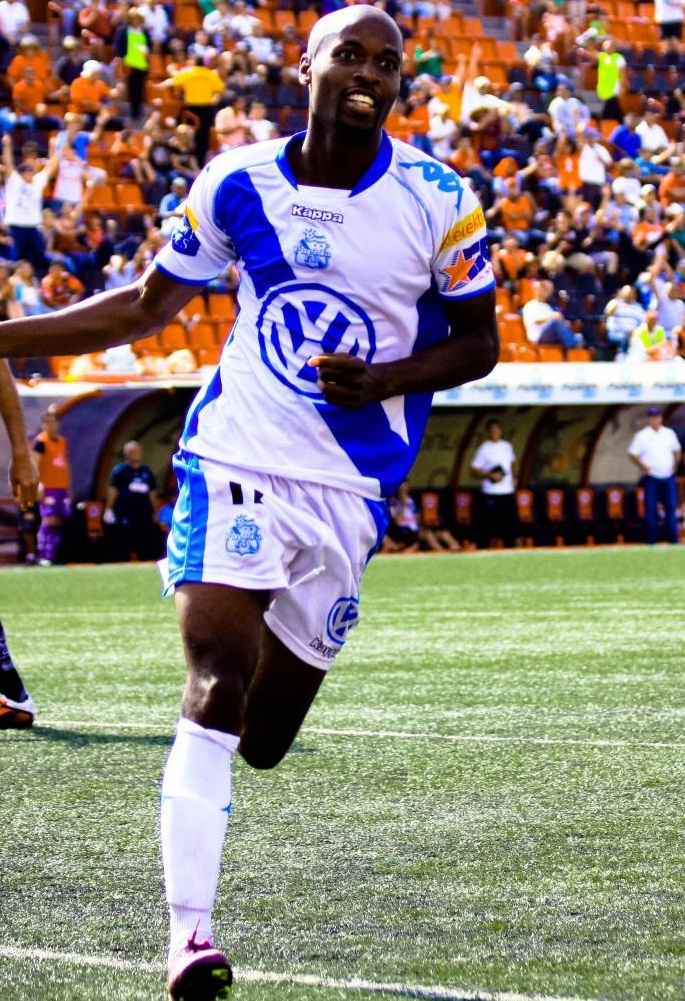

دامارکِس لامانت بیزلی (به انگلیسی: DaMarcus Beasley) زاده ۲۴ مه ۱۹۸۲ در ایندیانا، بازیکن فوتبال آمریکایی است.
او هافبک تیم ملی فوتبال آمریکا است و سابقه بازی در باشگاه فوتبال گلاسکو رنجرز را دارد.